# Technologie d'analyses biomédicales
 (septembre 2023).
Si vous disposez d'ouvrages ou d'articles de référence ou si vous connaissez des sites web de qualité traitant du thème abordé ici, merci de compléter l'article en donnant les références utiles à sa vérifiabilité et en les liant à la section « Notes et références ».
Le programme de Technologie d'analyses biomédicales aussi connu sous l'acronyme TAB est un programme de  formation technique offert dans quelques cégeps au Québec. Il vise à former des techniciennes et techniciens aptes à effectuer des analyses ou des travaux à caractère technique et à collaborer à des travaux de recherche et de développement pour fournir des données ou des interprétations contribuant à la prévention, au diagnostic et au traitement des maladies.

## Cégeps offrant le programme
Quelque 12 cégeps offrent cette formation de trois ans :
- Le Cégep de Saint-Hyacinthe
- Le Cégep de Sainte-Foy
- Le Collège de Shawinigan
- Le Cégep de Saint-Jean-sur-Richelieu
- Le Cégep de Chicoutimi
- Le Cégep de Sherbrooke
- Le Cégep de Rosemont
- Le Cégep de Rimouski
- Le Cégep de Saint-Jérôme
- Le Collège Dawson
- Le Cégep de l'Outaouais
- Le Cégep de l'Abitibi-Témiscamingue (première année seulement)